# 証券保管振替機構
株式会社証券保管振替機構（しょうけんほかんふりかえきこう、英語：Japan Securities Depository Center, Incorporated）は、証券保管振替制度の運営機関、ならびに株券・社債・コマーシャルペーパー・投資信託等の有価証券にかかる日本で唯一の証券集中保管機関（CSD）である。
証券保管振替制度の直接的な利用者である証券取引所、証券業協会のほか証券会社、銀行等の出資によって設立され、筆頭株主は日本取引所グループ（JPX）である。

## 沿革

### 財団時代
- 1984年5月15日 - 「株券等の保管及び振替に関する法律」公布(同年11月14日施行)
- 1984年12月6日 - 法務大臣、大蔵大臣からの設立許可により、財団法人証券保管振替機構が発足
- 1985年5月27日 - 法務大臣、大蔵大臣から保管振替機関として指定
- 1991年10月9日 - 保管振替事業の開始(当初東証上場50銘柄を対象)
- 1992年10月9日 - 保管振替事業の全面実施
- 2000年5月8日 - 新保振システム稼働
- 2001年6月27日 - 「株券等の保管及び振替に関する法律の一部を改正する法律」公布(平成14年4月1日全面施行)
- 2001年9月10日 - 決済照合システムの稼働
- 2001年11月2日 - 「証券保管振替機関の株式会社化の具体的枠組みについて」の公表(日証協主宰「証券受渡・決済制度改革懇談会」)
- 2001年11月26日 - 新株予約権付社債券(CB)の取扱い開始

### 株式会社化
- 2002年1月4日 - 株式会社証券保管振替機構が設立
- 2002年6月17日 - 財団から保管振替事業の全部譲受(財団は解散)
- 2003年1月10日 - 「短期社債等の振替に関する法律」に基づく振替機関として指定
- 2003年3月27日 - 株券喪失登録情報等照会システム(SITRAS)稼働
- 2003年3月31日 - 短期社債振替制度の実施
- 2003年6月6日 - 株式会社ほふりクリアリング設立
- 2004年4月6日 - 株式会社ほふりクリアリングが有価証券債務引受業（2019年現在の金融商品債務引受業に相当）の免許を取得
- 2004年5月17日 - 一般振替DVP決済の取扱い開始。DVP決済とは、証券と資金の決済を相互に条件付け、一方が行われない限り他方も行われないようにする仕組み。資金決済は、日本証券クリアリング機構が指定した資金決済銀行又は日本銀行のうちから、参加者が資金決済銀行として選定した銀行における口座振替により行う。2018年現在、同社の指定する資金決済銀行は、三菱東京UFJ銀行（2020年現在社名 三菱UFJ銀行）、三井住友銀行、りそな銀行、みずほ銀行、七十七銀行、シティバンクの6行。

### 決済合理化
- 2004年6月9日 - 「株式等決済合理化法」公布
- 2005年2月14日 - 決済照合システムへの国債レポ・現先の照合機能の追加
- 保管振替機関が扱う有価証券は、その有価証券の発行会社が、制度の利用に同意した場合に限られていた。2005年4月末当時、証券保管振替機構は全ての公開会社の同意を得て、同機構には日本の発行済株式のうち70％以上の株券が、保管されていた。以下、株式振替制度まで全てペーパーレス化措置。
- 2006年1月10日 - 一般債振替制度の実施
- 2006年5月1日 - 外国株券等保管振替決済業務の実施
- 2007年1月4日 - 投資信託振替制度の実施
- 2008年1月4日 - 上場投資信託振替制度の実施
- 2008年2月1日 - 受益証券発行信託の受益証券に係る保管及び振替決済業務の実施
- 2009年1月5日 - 株式等振替制度の実施

## 過去のスポンサー番組
- JNN報道特集（TBSテレビ）
- ズームイン!!サタデー（6時代後半スポンサー）（日本テレビ）